# 脱狱之王
《脱狱之王》（英語：Breakout Kings）是一部美国剧情类电视剧集，由A&E电视台播出。该剧集的制作公司为FOX 21，由合作过《越獄風雲》的尼克·桑托拉和马特·奥尔默斯戴德创作开发，彼得·切宁、凯瑟琳·波普及加文·胡德亦担任执行制片人。该剧集首映于2011年3月6日，是A&E电视台有史以来收视率最高的原创剧集，其中25-54岁年龄段观众人数为160万，18-48岁年龄段观众人数为150万。
该剧获得续订，并于2012年3月4日开始播放第二季。2012年5月17日，A&E宣布取消该剧集。

## 概念
为了抓住潜逃的犯罪分子，一只由美国法警组成的团队同数名在押囚犯达成了协议。如果他们能够帮助将越獄者捉拿归案，每抓到1名逃犯就可以获得1个月的减刑，并且可以转到一座低安全警戒级别监狱。但是如果他们试图逃跑，那么所有人都会被送回原来的监狱，并且刑期将被加倍。

## 演出阵容
拉泽·阿隆索饰演查理·杜尚（Charlie Duchamp）
美国司法官，行动小队前主管。由于患有先天性心脏病，他之前在犯罪计划分析部门从事了6年的文案工作。他因为要交出满意结果而倍感压力，因为如果行动小组的任何失败，都意味着他将永远回到文案工作中。在第二季第一集中，总监察克雷格·瑞纳提出要给他升职，但在随后追捕逃犯戴米恩·方特勒瑞（Damian Fontleroy）时，查理中枪身亡。
多米尼克·伦巴多兹饰演雷·查肯纳利（Ray Zancanelli）
前美国司法官，行动小队主管。为了给自己的女儿买车，查肯纳利从犯罪现场盗走钱财，因此丢了工作。在第一集中，雷处以假释状态，而他的情况则最初向三名囚犯保密。雷是最早提出该行动小队概念的人，并且小队成员也由他选定。在查理死后，由于查理的遗愿他得以官复原职，并开始领导小队。查肯纳利离婚，但同其女仍保持着良好关系。第二季末，戴米恩·方特勒瑞绑架了他的女儿。而在之后的对峙中，盛怒之下查肯纳利将戴米恩·方特勒瑞推下高楼。
马尔科姆·古德温饰演谢·丹尼尔斯（Shea Daniels）
前黑帮头领。丹尼尔斯的犯罪集团势力曾覆盖美国大部分地区，从事毒品、武器走私等。他最早提出了“脱狱之王”这个小组名，并绘制了涂鸦风格的标志。丹尼尔斯深爱着女友瓦纳萨（Vanessa），在第一季末，逃犯曾绑架其女友借以要挟他。
赛琳达·斯万饰演艾瑞卡·瑞德（Erica Reed）
赏金猎人、追踪专家。她由同为赏金猎人的父亲抚养长大。其父因抓获一名黑帮成员而被折磨致死，艾瑞卡为父报仇，追踪并杀掉了和其父之死有关的六个人中的五人。由于尸体被巧妙地掩藏起来，她最终只因非法持有枪支而定罪。她有一女，但联系较少。在第二季中，她同在小队办公室所在大楼二层的皮特·格里斯（Pete Gillies）产生了恋情。
吉米·辛普森饰演洛伊德·洛瑞博士（Dr. Lloyd Lowery）
少年天才，哈佛行为分析学学士、医学博士。他提供对于潜逃罪犯的深入精神分析，从而能够预测逃犯在潜逃时的行动。洛瑞还帮助朱利安和艾瑞卡克服了自己的精神问题。但是洛瑞本人确实一个赌博成瘾者，为了偿还赌债，他向大学生兜售非法处方，并因此失去了行医资格证并被判入狱25年。他一直都对朱利安抱有好感。
布鲁克·尼文饰演朱利安·西姆斯（Julianne Simms）
前联邦执法训练中心学员。虽然在班里名列前茅，但是却最终因为社交恐惧、恐慌症、抑郁症等心理问题而被开除。西姆斯在团队中负责数据收集、分析、调查。她同查肯纳利关系很好，甚至一度对他产生过爱慕之情。洛瑞在帮她克服心理疾病的同时，两人也逐渐产生好感。

## 收视率
| 季数   | 档期          | 集数 | 首播         | 首播         | 季终          | 季终         | 电视播出季 | 收视人数 （百万） |
| 季数   | 档期          | 集数 | 日期         | 首播收视人数 | 日期          | 季终收视人数 | 电视播出季 | 收视人数 （百万） |
| ------ | ------------- | ---- | ------------ | ------------ | ------------- | ------------ | ---------- | ----------------- |
| 第一季 | 周日 10:00 PM | 13   | 2011年3月6日 | 2.80         | 2011年5月30日 | 2.01         | 2011       | 1.89              |
| 第二季 | 周日 10:00 PM | 10   | 2012年3月4日 | 2.12         | 2012年4月29日 | 1.33         | 2012       | 待定              |